# McKaley Miller
McKaley Miller (* 14. Mai 1996 in Dallas, Texas als McKaley Nicole Miller) ist eine US-amerikanische Schauspielerin.

## Leben und Karriere
McKaley Miller wurde im Mai 1996 im US-Bundesstaat Texas geboren. Ihre erste Rolle hatte sie 2006 neben Danica McKellar im Fernsehfilm Inspector Mom. 2009 übernahm sie die Titelrolle im Kurzfilm Gloria, bevor sie 2010 in einer Hauptrolle in der ABC-Sommerserie The Gates zu sehen war. In der kurzlebigen Serie übernahm sie in allen acht produzierten Episoden die Rolle der Dana Monohan, die Tochter von Nick (Frank Grillo) und Sarah Monohan (Marisol Nichols). 2011 spielte sie zunächst eine größere Rolle im Filmdrama Traveling, bevor sie in der vierten Staffel der Fantasy-Jugendserie Die Zauberer vom Waverly Place für drei Episoden in die Rolle der Talia Robinson, die kurzzeitige Freundin von Max Russo (Jake T. Austin), schlüpfte. Seit 2011 übernimmt sie in der Dramaserie Hart of Dixie die wiederkehrende Nebenrolle der Rose Hattenbarger, die 14-jährige Nichte von Emmeline. 2012 stand Miller neben Michael Shannon, Winona Ryder, James Franco und Ray Liotta im Thriller The Iceman als Filmtochter von Ryders Figur vor der Kamera.

## Filmografie (Auswahl)
- 2006: Inspector Mom (Fernsehfilm)
- 2009: Gloria (Kurzfilm)
- 2010: The Gates (Fernsehserie, 8 Episoden)
- 2011: Traveling
- 2011: Die Zauberer vom Waverly Place (Wizards of Waverly Place, Fernsehserie, 3 Episoden)
- 2011–2015: Hart of Dixie (Fernsehserie, 21 Episoden)
- 2012: The Iceman
- 2013: Awkward – Mein sogenanntes Leben (Awkward., Fernsehserie, Episoden 3x18–3x20)
- 2014: Wish I Was Here
- 2014: Partners (Fernsehserie, 10 Episoden)
- 2014: Where Hope Grows
- 2015: Nicky, Ricky, Dicky & Dawn (Fernsehserie, Episode 1x14)
- 2015: Bones – Die Knochenjägerin (Bones, Fernsehserie, Episode 10x17)
- 2015: K.C. Undercover (Fernsehserie, Episode 1x15)
- 2015: Scream Queens (Fernsehserie, 3 Episoden)
- 2016: Faking It (Fernsehserie, Episoden 3x04–3x05)
- 2016: Frontman (Kurzfilm)
- 2016: Super Novas
- 2016: The Standoff
- 2016: Speechless (Fernsehserie, 2 Episoden)
- 2017: Drink Slay Love (Fernsehfilm)
- 2018: Charmed (Fernsehserie, Episode 1x06)
- 2019: Ma
- 2019: Into the Dark (Fernsehserie, Episode 1x12)
- 2019: George – Ritter wider Willen (Dwight in Shining Armor, Fernsehserie, Episode 2x09)
- 2020: Butter (Butter’s Final Meal)
- 2020–2023: 9-1-1: Lone Star (Fernsehserie, 3 Episoden)
- 2023: The Punch of Respect (Kurzfilm)
- 2023: You’re Killing Me
- 2023: Roll with It
- 2024: Rockbottom